# Rosenberg (Jandelsbrunn)
Rosenberg ist ein Gemeindeteil von Jandelsbrunn im niederbayerischen Landkreis Freyung-Grafenau auf der Gemarkung Heindlschlag.

## Geschichte
Das Dorf Rosenberg gehört zu den sogenannten Sieben Künischen Dörfern, die wegen ihrer 260-jährigen Zugehörigkeit zu Österreich und damit zu den Habsburgern (königlich = künisch) genannt werden. 1765 kaufte Fürstbischof Leopold Ernst Graf von Firmian dieses Gebiet um 137.787 Gulden zurück, jedoch ohne die Burg Rannariedl, welche die Grundherrschaft über diese Ortschaften ausübte.

## Baudenkmäler
In die Liste der Baudenkmäler in Jandelsbrunn sind zwei Objekte eingetragen: ein Bildstock, bezeichnet 1821, und eine neugotische Kapelle aus der Mitte des 19. Jahrhunderts.